# Xishan, Guangdong
Xishan är en köping i sydöstra Kina. Den ligger i Lianping härad i staden Heyuan i provinsen Guangdong, omkring 170 kilometer nordost om provinshuvudstaden Guangzhou. Antalet invånare är 12 560. Befolkningen består av 6 495 kvinnor och 6 065 män. Barn under 15 år utgör 25,0 %, vuxna 15-64 år 64 %, och äldre över 65 år 10,0 %.